# The Best of R.E.M.
The Best of R.E.M. es un álbum de grandes éxitos de R.E.M. lanzado en 1991, poco después del éxito del séptimo álbum de estudio de la banda, Out of Time, lanzado por Warner Bros. The Best of R.E.M., sin embargo, fue lanzado por el sello discográfico anterior de la banda, I.R.S. Records, y solo incluye pistas de sus primeros cinco álbumes mientras el grupo estaba con ese sello. Como tal, cubre su producción de 1982 a 1987.
The Best of R.E.M. solo se publicó en el Reino Unido, Nueva Zelanda, Australia, Brasil y Chile, con notas completas de Remarks: The Story of R.E.M. de Tony Fletcher (antes se había lanzado un álbum de grandes éxitos nacionales estadounidenses con una lista de canciones muy similar titulada Eponymous). No tiene mezclas alternativas (a diferencia de Eponymous); todas las canciones son las versiones del álbum.
Se tomaron tres canciones de cada uno de los primeros cinco álbumes de estudio y una canción de Chronic Town, el primer EP de la banda, haciendo un total de dieciséis canciones en el álbum.

## Recepción de la crítica
«Una mejora considerable en la colección Eponymous, útil pero desordenada», escribió Dan Maier en una reseña de 5/5 para Select. «Pasarán algunos años antes de que Warner lance su propio Best Of. Mientras tanto, esto funcionará muy bien».

## Lista de canciones
Todas las pistas escritas por Bill Berry, Peter Buck, Mike Mills, Michael Stipe.
1. «Carnival of Sorts (Box Cars)» (de Chronic Town) – 3:51
2. «Radio Free Europe» (de Murmur) – 4:03
3. «Perfect Circle» (de Murmur) – 3:23
4. «Talk About the Passion» (de Murmur) – 3:22
5. «So. Central Rain (I'm Sorry)» (de Reckoning) – 3:11
6. «(Don't Go Back To) Rockville» (de Reckoning) – 4:34
7. «Pretty Persuasion»(de Reckoning) – 3:53
8. «Green Grow the Rushes» (de Fables of the Reconstruction) – 3:42
9. «Cant Get There from Here» (de Fables of the Reconstruction) – 4:10
10. «Driver 8» (de Fables of the Reconstruction) – 3:18
11. «Fall On Me» (de Lifes Rich Pageant) – 2:49
12. «I Believe» (de Lifes Rich Pageant) – 3:32
13. «Cuyahoga» (de Lifes Rich Pageant) – 4:17
14. «The One I Love» (de Document) – 3:17
15. «Finest Worksong» (de Document) – 3:48
16. «It's the End of the World as We Know It (And I Feel Fine)» (de Document) – 4:07

## Certificaciones
| País     | Certificación(Ventas) |
| -------- | --------------------- |
| Alemania | Oro                   |
| BPI - UK | Oro                   |